# La Presa (Texas)
La Presa és una concentració de població designada pel cens dels Estats Units a l'estat de Texas. Segons el cens del 2000 tenia 508 habitants.

## Demografia
Segons el cens del 2000, La Presa tenia 508 habitants, 128 habitatges, i 104 famílies. La densitat de població era de 408,6 habitants/km².
Dels 128 habitatges en un 55,5% hi vivien nens de menys de 18 anys, en un 66,4% hi vivien parelles casades, en un 7,8% dones solteres, i en un 18,8% no eren unitats familiars. En el 10,2% dels habitatges hi vivien persones soles el 2,3% de les quals corresponia a persones de 65 anys o més que vivien soles. El nombre mitjà de persones vivint en cada habitatge era de 3,97 i el nombre mitjà de persones que vivien en cada família era de 4,25.
Per edats la població es repartia de la següent manera: un 34,1% tenia menys de 18 anys, un 9,4% entre 18 i 24, un 33,9% entre 25 i 44, un 17,5% de 45 a 60 i un 5,1% 65 anys o més.
L'edat mediana era de 28 anys. Per cada 100 dones de 18 o més anys hi havia 157,7 homes.
La renda mediana per habitatge era de 19.861 $ i la renda mediana per família de 16.467 $. Els homes tenien una renda mediana de 16.970 $ mentre que les dones 12.500 $. La renda per capita de la població era de 9.665 $. Aproximadament el 42,4% de les famílies i el 37,1% de la població estaven per davall del llindar de pobresa.

## Poblacions més properes
El següent diagrama mostra les poblacions més properes.